# 太陽核
| 1. 太陽核 2. 放射層 3. 対流層 | 4. 光球 5. 彩層 6. コロナ | 7. 太陽黒点 8. 粒状斑 9. 紅炎 |

太陽の構造:

太陽核（たいようかく、Solar core）は、太陽の中心から太陽半径のおよそ0.2倍から0.25倍の範囲に広がっていると考えられている。太陽核は太陽系において最も高温であり、中心部の温度は1500万 ケルビンに迫る。中心の圧力は2.4×1016Pa、中心から0.2太陽半径では4.3×1015Paである。中心部の密度は約15万 (kg/m3)に達する。太陽の核は、プラズマ状態にある高温で高密度のガスからできている。0.24太陽半径以内の核は太陽のエネルギーの99%を産み出している。

## エネルギー生産

陽子-陽子連鎖反応を描いた図。

CNOサイクルを描いた図。

太陽核では核融合により、毎秒約3.6×1038個の陽子がヘリウム原子核に変換されている。この時に約430万トンの質量が減少し、E=mc2の関係式に基づいて1秒当たり3.8 × 1026ジュールのエネルギーを産み出している。これはTNT火薬9.1×1010メガトンのエネルギーに相当する。
太陽核では、太陽の熱のほとんど全てを生産している。残りの部分は核から外側に運ばれたエネルギーによって加熱されている。この結果、現在の太陽表面は約6000 ケルビンを保っている。核で生産されたエネルギーは、ごく一部がニュートリノによって運ばれるのを除いて、日光や粒子の運動エネルギーとして宇宙空間に逃げる前に、太陽内部の連続する多くの層を移動してこなければならない。
核での単位時間あたりのエネルギー生産量は、中心からの距離によって変わる。太陽の中心では、核融合の効率はモデルからの推定で、約276.5ワット/m3と見積もられる。太陽の内部における体積あたりの熱生産量の最大値は、コンポストの山の熱生産量密度と比較される程度である。太陽から放出される莫大な熱量は、体積当たりの熱生産量ではなく、太陽全体の大きさに起因する。
シュテファン＝ボルツマンの法則から予測される1000万ケルビンから1500万ケルビンという温度に対し、太陽表面の熱量が少ないというのは、驚くべきことである。しかし、太陽の層は外側にわずかに低い温度しか放射せず、層の間の放射熱量と核での熱生産量の間には開きがある。
中心から太陽半径の19%（核の外縁付近）に達するまでに、温度は1000万ケルビンまで低下し、熱密度は6.9ワット/m3（最大値の約2.5%）になる。太陽のエネルギーの91%は、この領域の中で生産される。半径の24%（ある定義では「核」の外）までの範囲で太陽の熱量の99%が生産される。太陽半径の30%までになると、核融合はほぼ完全に停止する。

## 平衡
核融合の速度は密度に強く依存し、核での融合速度は自己補正平衡の状態にある。核融合速度が少し速くなると、核はさらに熱くなり外層の質量に対してわずかに拡大して融合速度を抑制して摂動を補正する。融合速度が遅くなると、核は冷えて縮み、速度を上げることで元のレベルに戻す。

## エネルギー伝播
核融合によって作られた高エネルギーの光子（ガンマ線やX線）は、太陽のマントルに吸収・再放出されたり遠回りの経路を通ったりして、太陽表面に届くまでに長い時間がかかる。光子の到達時間は、17万年から5000万年にもなると推定されている。対流層から光球の表面に至った後、光子は可視光として飛び出す。太陽の核の1つのガンマ線は、宇宙に逃げる前に数100万個の光子に変わる。核からはニュートリノも放出されるが、光子とは異なって他の物質とはほとんど相互作用せず、すぐに太陽から外に飛び出す。長年の間、太陽で作られるニュートリノの観測値は、理論の予測よりもはるかに少ないという問題があったが、ニュートリノ振動の理解が深まることにより、この問題は近年解決された。